# Коробицыно (Коробицынское сельское поселение)
Коробицыно — деревня в Сямженском районе Вологодской области.
Входит в состав Коробицынского сельского поселения, с точки зрения административно-территориального деления — в Коробицинский сельсовет.

## География
Ближайшие населённые пункты — Подгорная, Узмица, Чижово.

## История
В 1938 г. постановлением президиума ВЦИК селение Куракино переименовано в Коробицыно.

## Население
По переписи 2002 года население — 32 человека (15 мужчин, 17 женщин). Всё население — русские.